# Autostrade e superstrade in Spagna

Rete autostradale in Spagna

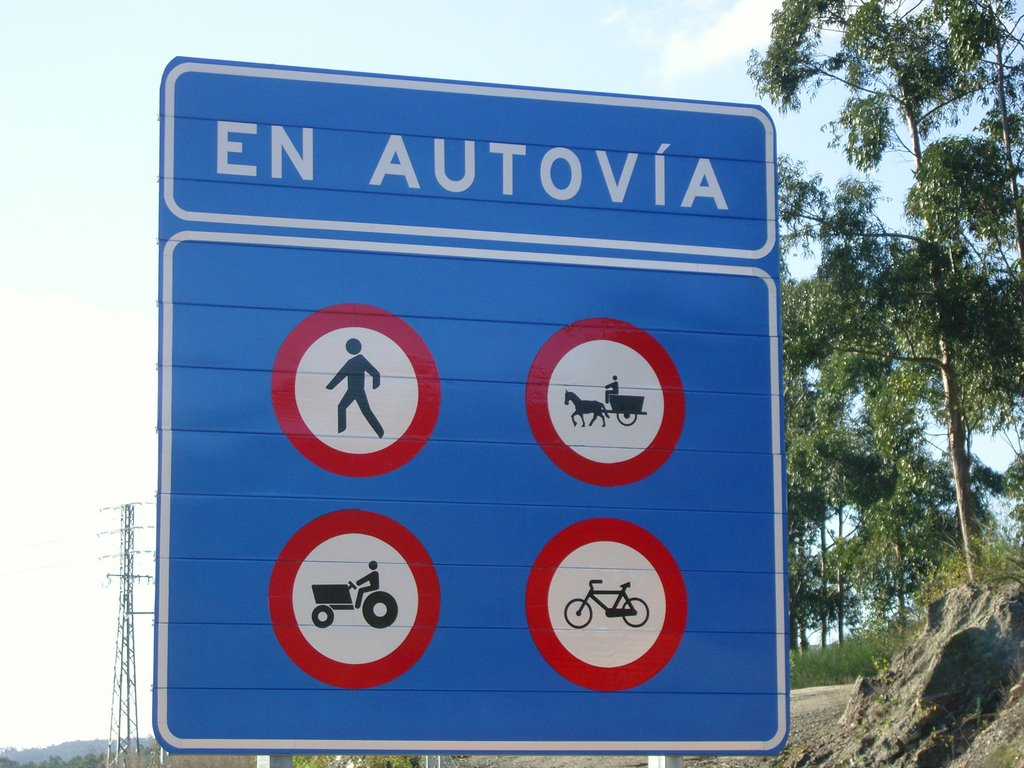
Segnale stradale posto negli accessi di alcune autovías dove vengono elencate le categorie non ammesse alla circolazione

La rete delle strade a carreggiate separate in Spagna è divisa fra autostrade (autopistas generalmente in concessione e generalmente soggette a pedaggio) e superstrade (autovías generalmente gratuite).

## Differenze di tipologia
Ai sensi dell'articolo 2 della Ley de Carreteras (il codice della strada spagnolo) le autovías sono strade a due carreggiate che non rispettano tutti i requisiti tecnici-costruttivi delle autopistas. Inoltre le restrizioni al transito delle autovías sono minori rispetto alle autopistas. Nelle autopistas non possono circolare tutti i veicoli non a motore, i veicoli agricoli e i ciclomotori mentre nelle autovías le restrizioni al transito sono decise volta per volta ma generalmente nelle nuove autovías non possono circolare i veicoli non a motore e i veicoli agricoli.
La rete delle strade a due carreggiate (Vías de gran capacidad), gestite dallo Stato, in concessione o gestite dalle regioni, ha una estensione pari a 14.098 km al 2008.
La sigla alfanumerica A-x (dove x rappresenta un numero) identifica le autopistas e le autovías gestite dallo Stato o in concessione mentre la sigla alfanumerica AP-x (dove x rappresenta un numero) identifica le autopistas a pedaggio in concessione dallo Stato. La segnaletica stradale usata in entrambe le strade è a sfondo blu.
Ai sensi del decreto reale nº 1231 del 2003 le autostrade urbane gestite dallo Stato o in concessione seguono una nomenclatura specifica:
- le autopistas e le autovías di penetrazione urbana (perlopiù radiali) sono identificate da una sigla alfanumerica formata dalle lettere che identificano la provincia o la città seguite da un numero con al massimo due cifre. Fanno eccezione le autopista a pedaggio di Madrid identificate dalla lettera R;
- le autopistas e le autovías che fungono da circonvallazione sono identificate dalla sigla alfanumerica formata dalle lettere che identificano la città seguite da un numero multiplo di 10.[3]

Le autopistas e le autovías gestite dalle comunità autonome adottano una speciale classificazione, numerazione e colore della segnaletica in base alle leggi regionali.
Nei seguenti paragrafi si userà solo il termine autostrada per semplicità.

## La rete

### Autostrade a pedaggio (Autopistas)
Queste autostrade sono gestite da società concessionarie dello Stato.
- AP-1  Autostrada del Nord Burgos - Armiñón
- AP-2  Autostrada del Nord-est - Mediterraneo Saragozza - Lleida - AP-7 - Barcellona
- AP-4  Autostrada del Sud Siviglia - Jerez de la Frontera - Cadice
- AP-6  Autostrada del Nord-ovest Collado Villalba - Adanero
- AP-7  Autostrada del Mediterraneo Perthus (Francia) - Gerona - Barcellona - Puçol // Silla - Alicante // Crevillent - Cartagena - Vera // Torremolinos - San Roque
- AP-8  Autostrada del Cantabrico Irun - Bilbao
- AP-9  Autostrada dell'Atlantico La Coruña - Santiago di Compostela - Pontevedra - Vigo - Tui (Portogallo) // Guisamo - Ferrol
- AP-36  Autostrada del Levante Ocaña - La Roda
- AP-37  Alicante - Murcia
- AP-41  Madrid - Toledo
- AP-46  Autostrada dellas Pedrizas Alto de Las Pedrizas - Malaga
- AP-51  Villacastín - Avila
- AP-53  Autostrada del centro-Galizia Santiago di Compostela - Ourense
- AP-61  San Rafael - Segovia
- AP-66  Autostrada de la via de la Plata Campomanes - León
- AP-68  Autostrada basco-aragonese Bilbao - Miranda de Ebro - Logroño - Tudela - Saragozza
- AP-71  León - Astorga

### Autostrade senza pedaggio (Autovías)
Queste superstrade sono gestite dallo Stato spagnolo. Le superstrade numerate da 1 a 6 partono dal km 0 nella Puerta del Sol a Madrid e sono le varianti delle vecchie strade radiali, mentre la   A-7  e la   A-8  sono costiere.
- A-1  Superstrada del Nord Madrid - Burgos - Vitoria - San Sebastián - Irun
- A-2  Superstrada del Nord-Est Madrid - Saragozza - Barcellona
- A-3  Superstrada dell'Est Madrid - Valencia
- A-4  Superstrada del Sud Madrid - Cordova - Jerez de la Frontera - Cadice
- A-5  Superstrada del Sud-Ovest Madrid - Mérida - Badajoz - confine portoghese
- A-6  Superstrada del Nord-Ovest Madrid - Tordesillas - Ponferrada - Lugo - La Coruña
- A-7  Superstrada del Mediterraneo Barcellona - Tarragona - Castellón de la Plana - Valencia - Alicante - Murcia - Almería - Malaga - Algeciras
- A-8  Superstrada del Cantabrico Bilbao - Santander - Gijón - Baamonde (A-6)
- A-10  Superstrada della Barranca Irurtzun - Alsasua
- A-11  Superstrada del Duero Soria - Aranda de Duero - Valladolid - Zamora - confine portoghese
- A-12  Superstrada del Cammino di Santiago Pamplona - Logroño - Burgos
- A-14  Superstrada della Ribagorza Lleida - Sopeira
- A-15  Superstrada della Navarra Medinaceli - Soria - Irurtzun - San Sebastián
- A-21  Superstrada dei Pirenei Pamplona - Jaca
- A-22  Superstrada del Cammino Catalano Puente la Reina de Jaca - Huesca - Lleida
- A-23  Superstrada Mudéjar Sagunto - Teruel - Saragozza - Huesca - confine francese
- A-30  Superstrada di Murcia Albacete - Murcia - Cartagena
- A-31  Superstrada di Alicante Albacete - Alicante
- A-33  Superstrada dell'Altopiano Blanca - La Font de la Figuera
- A-42  Superstrada di Toledo Madrid - Toledo
- A-43  Superstrada della Guadiana (Mérida) - Ciudad Real - Atalaya del Cañavate
- A-44  Superstrada della Sierra Nevada - Costa Tropical Bailén - Jaén - Granada - Motril
- A-45  Superstrada de Malaga Cordova - Malaga
- A-48  Superstrada della Costa de la Luz Cadice - Algeciras
- A-49  Superstrada del V Centenario Siviglia - Huelva - confine portoghese
- A-50  Superstrada della Cultura Avila - Salamanca
- A-52  Superstrada delle 'Rias Bajas' Benavente - Ourense - Vigo
- A-54  Superstrada Lugo - Santiago
- A-55  Superstrada Vigo - Tui
- A-56  Superstrada Lugo - Ourense
- A-58  Superstrada Extremeña Trujillo - Cáceres - Badajoz
- A-60  Superstrada Valladolid - León
- A-62  Superstrada della Castiglia Burgos - Palencia - Valladolid - Salamanca - Ciudad Rodrigo - confine portoghese
- A-65  Superstrada della Terra dei Campi Benavente - Palencia
- A-66  Superstrada della Via dell'Argento ('Ruta de la Plata") Gijón - Oviedo - Zamora - Salamanca - Plasencia - Cáceres - Mérida - Siviglia
- A-67  Superstrada Cantabria - Meseta Santander - Palencia
- A-68  Superstrada dell'Ebro Valdealgorfa - Saragozza - Logroño - Miranda de Ebro

### Autostrade radiali di Madrid
Costruite per decongestionare, le autostrade radiali che si dipartono dalla capitale spagnola collegano il centro di Madrid alle tratte autostradali che si snodano nelle varie direzioni.
Sono a pagamento e sono gestite da società concessionarie.
- Autopista radial   R-1  Madrid - El Molar (in costruzione)
- Autopista radial   R-2  Madrid - Guadalajara
- Autopista radial   R-3  Madrid - Arganda del Rey (in progetto) - Tarancón
- Autopista radial   R-4  Madrid - Aranjuez - Ocaña
- Autopista radial   R-5  Madrid - Navalcarnero

### Autostrade gestite dalle comunità autonome
Numerose autostrade sono gestite direttamente dalle comunità autonome spagnole e adottano pertanto una speciale classificazione, numerazione e colore della segnaletica.
| Comunità Autonoma        | Sigla             | Denominazione                                                                                   | Itinerario |
| ------------------------ | ----------------- | ----------------------------------------------------------------------------------------------- | --- |
| Andalusia                | A-92              | -                                                                                               | Siviglia - Antequera - Granada - Guadix - Almería |
| Andalusia                | A-92N             | -                                                                                               | Guadix - Frontiera andalusa - Regione di Murcia |
| Andalusia                | A-8058            | Superstrada dell'Aljarafe                                                                       | Siviglia - La Puebla del Río |
| Andalusia                | A-316             | Superstrada dell'Olivar                                                                         | Úbeda - * - Jaén - * - N-432 |
| Andalusia                | A-318             | Superstrada dell'Olivar                                                                         | Estepa - A-45 - Lucena - N-432 |
| Andalusia                | A-381             | Superstrada Jerez - Los Barrios                                                                 | Jerez de la Frontera - Los Barrios |
| Andalusia                | A-92G             | -                                                                                               | Santa Fe - Granada |
| Andalusia                | A-92M             | -                                                                                               | Estación de Salinas - Puerto de las Pedrizas |
| Andalusia                | A-301             | -                                                                                               | La Carolina - Úbeda |
| Andalusia                | A-306             | -                                                                                               | El Carpio - Torredonjimeno |
| Andalusia                | A-308             | -                                                                                               | A-44 - A-92 |
| Andalusia                | A-309             | -                                                                                               | Montoro - Castro del Río |
| Andalusia                | A-330             | -                                                                                               | Cúllar - Castro del Río |
| Andalusia                | A-334             | Superstrada del Marmol                                                                          | Baza - Huércal-Overa |
| Andalusia                | A-339             | -                                                                                               | Cabra - Alcalá la Real |
| Andalusia                | A-357             | Superstrada del Guadalhorce / Superstrada Campillos - Cártama                                   | Campillos - Malaga |
| Andalusia                | A-301             | Superstrada Siviglia-Utrera                                                                     | Siviglia - Utrera |
| Andalusia                | A-382             | Superstrada Jerez - Arcos                                                                       | Jerez de la Frontera - Arcos de la Frontera |
| Andalusia                | A-383             | -                                                                                               | Accesso Est a La Línea de la Concepción |
| Andalusia                | A-384             | Superstrada Arcos - Antequera                                                                   | Arcos de la Frontera - Antequera |
| Andalusia                | A-394             | -                                                                                               | Arahal - Puente Pájaras |
| Andalusia                | A-395             | -                                                                                               | Circonvallazione Sud di Granada |
| Andalusia                | A-397             | -                                                                                               | Ronda - San Pedro de Alcántara |
| Andalusia                | A-398             | -                                                                                               | Alcalá de Guadaíra - Carmona |
| Andalusia                | A-401             | -                                                                                               | Úbeda - Moreda |
| Andalusia                | A-403             | -                                                                                               | Alcalá la Real - Dehesas Viejas |
| Andalusia                | A-431             | -                                                                                               | Córdoba - Villarrubia |
| Andalusia                | A-461             | -                                                                                               | Santa Olalla de Cala - Minas de Río Tinto |
| Andalusia                | A-471             | -                                                                                               | El Torbiscal - Sanlúcar de Barrameda |
| Andalusia                | A-480             | -                                                                                               | Chipiona - Jerez de la Frontera |
| Andalusia                | A-483             | Superstrada del Condado / Superstrada Almonte - Matalascañas                                    | Bollullos Par del Condado - Almonte - Matalascañas |
| Andalusia                | A-484             | -                                                                                               | Bonares - Almonte |
| Andalusia                | A-491             | -                                                                                               | Chipiona - El Puerto de Santa María |
| Andalusia                | A-493             | -                                                                                               | La Palma del Condado - Valverde del Camino |
| Andalusia                | A-495             | -                                                                                               | Gibraleón - Rosal de la Frontera |
| Andalusia                | A-496             | -                                                                                               | Valverde del Camino - Cabezas Rubias |
| Andalusia                | A-497             | Superstrada Huelva - Punta Umbría                                                               | Huelva - Punta Umbría |
| Aragona                  | AR-1              | Quinto Cinturón de Zaragoza*                                                                    | La Muela - Villafranca de Ebro |
| Aragona                  | AR-2              | Autopista Cariñena - Gallur*                                                                    | Cariñena - Gallur |
| Aragona                  | AR-3              | Autopista de las Cinco Villas*                                                                  | Ejea de los Caballeros - Mallén |
| Aragona                  | AR-4              | Autopista del Moncayo*                                                                          | Mallén - Tarazona |
| Principato delle Asturie | AS-1              | Autovía Minera                                                                                  | Mieres - Gijón |
| Principato delle Asturie | AS-2              | Autovía Industrial                                                                              | Oviedo - Gijón |
| Principato delle Asturie | AS-17             | (futura Autovía AS-III)                                                                         | Llanera - Viella |
| Principato delle Asturie | AS-117            | (futura Autovía del Nalón)                                                                      | Riaño (Langreo) - Lada (Langreo) |
| Isole Baleari            | Ma-1              | -                                                                                               | Palma di Maiorca - Peguera |
| Isole Baleari            | Ma-13             | Vecchia PM-27                                                                                   | Palma di Maiorca - Inca - sa Pobla |
| Isole Baleari            | Ma-19             | -                                                                                               | Palma di Maiorca - S'Arenal - Llucmajor |
| Estremadura              | EX-A1             | Navalmoral de la Mata a Portugal                                                                | Navalmoral de la Mata - Plasencia - * - Coria - * - Monfortinho |
| Estremadura              | EX-A2             | Miajadas a las Vegas Altas                                                                      | Miajadas - Don Benito - Villanueva de la Serena |
| Estremadura              | EX-A3             | Zafra a Jerez de los Caballeros                                                                 | Zafra - * - Jerez de los Caballeros |
| Estremadura              | EX-A4             | Cáceres a Badajoz                                                                               | Cáceres - * - Badajoz |
| Canarie                  | TF-1              | Autostrada del Sud di Tenerife                                                                  | Santa Cruz de Tenerife - Adeje |
| Canarie                  | TF-2              | Autovía Interconnessione Nord-Sud                                                               | Guajara (La Laguna) - Añaza (S.C. Tenerife) |
| Canarie                  | TF-3              | Autovía della Circonvallazione Nord dell'Area Metropolitana di Santa Cruz de Tenerife-La Laguna | La Laguna - Santa Cruz de Tenerife |
| Canarie                  | TF-4              | Autovía di Penetrazione di Santa Cruz de Tenerife                                               | Polígono Costa Sur - Barrio de Cabo-Llanos |
| Canarie                  | TF-5              | Autopista del Nord di Tenerife                                                                  | Santa Cruz de Tenerife - Los Realejos |
| Canarie                  | GC-1              | Autovía del Sud di Gran Canaria                                                                 | Las Palmas de Gran Canaria - Tauro (Mogán) |
| Canarie                  | GC-2              | Autovía del Nord di Gran Canaria                                                                | Las Palmas de Gran Canaria - Santa María de Guía de Gran Canaria |
| Canarie                  | GC-3              | Circonvallazione di Las Palmas de Gran Canaria                                                  | GC-1 - Tafira Baja (Las Palmas de Gran Canaria) - Siete Palmas (Las Palmas de Gran Canaria) - Tamaraceite (Las Palmas de Gran Canaria) - Arucas (Gran Canaria) - GC-2 |
| Canarie                  | GC-4              | -                                                                                               | GC-3 - Tafira Alta (Gran Canaria) - Monte Lentiscal (Gran Canaria) - *                                                                                                |
| Castiglia-La Mancia      | CM-40             | Autovía de la Alcarria                                                                          | Guadalajara - Tarancón |
| Castiglia-La Mancia      | CM-41             | Autovía della Sagra                                                                             | A-5 - * - A-4 |
| Castiglia-La Mancia      | CM-42             | Autovía dei Vigneti                                                                             | Toledo - Tomelloso |
| Castiglia-La Mancia      | CM-43             | Autovía de La Solana                                                                            | Manzanares - * - La Solana - * - Albacete* |
| Castiglia-La Mancia      | CM-44             | Autovía de Cuarto Centenario                                                                    | Ciudad Real - * - Valdepeñas |
| Castiglia-La Mancia      | CM-45             | -                                                                                               | Cuenca - * - Albacete |
| Castiglia e León         | A-231             | Autovía Camino de Santiago                                                                      | Burgos - Carrión de los Condes - Sahagún - León |
| Castiglia e León         | A-610             | -                                                                                               | Palencia - Magaz de Pisuerga (A-62) |
| Castiglia e León         | CL-601            | -                                                                                               | Segovia - * - Valladolid |
| Castiglia e León         | CL-631            | Carretera de La Espina                                                                          | Ponferrada - Toreno |
| Catalogna                | C-16              | Eje del Llobregat                                                                               | Barcellona - Berga - * - Puigcerdà |
| Catalogna                | C-17              | Eje del congosto                                                                                | Badalona - * -Mollet del Valles - * - C.de Monbui - * - Centelles - Vic - * - Ripoll                                                                                  |
| Catalogna                | C-25              | Eje Transversal                                                                                 | Cervera - * - Manresa - * - Vic - * - Gerona |
| Catalogna                | C-31              | Eje costero                                                                                     | La Senia - * - Tarragona - * -Badalona - * -Forallac. |
| Catalogna                | C-32              | Autopista de Pau Casals                                                                         | El Vendrell - Palafolls - * -Blanes - * - Lloret de Mar - * - Tossa de Mar - * - Palafrugell                                                                          |
| Catalogna                | C-33              | Accesso a Barcellona dalla Autopista AP-7                                                       | Montmeló - Barcellona |
| Catalogna                | C-35              | -                                                                                               | Collegamento AP-7 Norte - C-65 |
| Catalogna                | C-58              | -                                                                                               | Accesso Nord-Est di Barcelona |
| Catalogna                | C-60              | Autopista de la Roca                                                                            | Mataró - La Roca del Vallès - * - Les Franqueses del Valles |
| Catalogna                | C-65              | -                                                                                               | C-35 - Sant Feliu |
| Comunità Valenciana      | CV-10             | Autovía de la Plana                                                                             | La Vilavella - La Pobla Tornesa - * - Vilanova d'Alcolea |
| Comunità Valenciana      | Vía Rápida CV-13* | Accesso all'aeroporto di Castellón                                                              | N-340 Torreblanca - CV-10 Vilanova d'Alcolea |
| Comunità Valenciana      | CV-30             | Circonvallazione Nord di Valencia                                                               | V-30 - V-21 |
| Comunità Valenciana      | CV-31             | Distribuidor Comarcal Norte                                                                     | CV-30 Paterna - CV-310 Terramelar-Godella |
| Comunità Valenciana      | CV-33             | Distribuidor Comarcal Sur                                                                       | A-7 By-pass de Valencia - CV-36 Torrent - V-31 Pista de Silla |
| Comunità Valenciana      | CV-35             | Autovía de Ademuz                                                                               | Valencia - CV-25 Llíria - * - N-330 CM-9221 Santa Cruz de Moya - Ademúz                                                                                               |
| Comunità Valenciana      | CV-36             | Autovía de Torrente                                                                             | V-30 Valencia - Torrente |
| Comunità Valenciana      | CV-365            | Accesso Nord-Est a Paterna                                                                      | CV-35 Terramelar-Burjassot - Nord-Est di Paterna - * - V-30 Poligono Industriale Fuente del Jarro                                                                     |
| Comunità Valenciana      | CV-500            | Valencia - Sueca (attraverso El Saler)                                                          | V-30 Valencia - El Saler - Ø - N-330 Sueca |
| Comunità Valenciana      | CV-60             | Ollería - Gandía - Oliva                                                                        | CV-40 L'Olleria - CV-680 Gandía |
| Comunità Valenciana      | CV-80             | SAx - Castalla                                                                                  | A-31 Sax - A-7 Castalla |
| Galizia                  | AG-11             | Autovía de La Barbanza                                                                          | AP-9 - Padrón - * - Ribeira |
| Galizia                  | AG-51             | -                                                                                               | A-52 - * - PILSAN |
| Galizia                  | AG-53             | Autopista Central Gallega                                                                       | AP-53 - * - Ourense |
| Galizia                  | AG-54             | Autovía del Salnés                                                                              | AP-9 Barro - * - Sanxenxo |
| Galizia                  | AG-55             | -                                                                                               | La Coruña - Carballo |
| Galizia                  | AG-55             | -                                                                                               | Carballo - * - Cee-Corcubión |
| Galizia                  | AG-56             | -                                                                                               | Santiago - * - Brión - * - Noya |
| Galizia                  | AG-57             | Autopista del Val Miñor                                                                         | Baiona - Vigo - VG-20 |
| Galizia                  | AG-59             | -                                                                                               | Santiago di Compostela * - A Estrada |
| Galizia                  | AG-64             | -                                                                                               | Ferrol - As Pontes de García Rodríguez - * - Cabreiros - * - Vilalba - * - A-8                                                                                        |
| Galizia                  | VRG-41            | -                                                                                               | Nogueira - * - Noalla |
| Galizia                  | CR-3              | -                                                                                               | Lalín - Chantada - A-75 |
| Galizia                  | CR-4              | -                                                                                               | AP-9 Rande - Moaña - Cangas |
| Galizia                  | CR-5              | -                                                                                               | Nadela - * - Sarria - * - Monforte de Lemos |
| Galizia                  | CR-6              | -                                                                                               | Ourense - * - Celanova - * - Frontera portuguesa |
| Comunità di Madrid       | M-607             | Autovía de Colmenar Viejo                                                                       | Madrid - Colmenar Viejo |
| Comunità di Madrid       | M-501             | Autovía de Los Pantanos                                                                         | Madrid - Quijorna - Navas del Rey - * - Pelayos de la Presa - * - M-40                                                                                                |
| Comunità di Madrid       | M-503             | Carretera de Villanueva de la Cañada                                                            | Pozuelo de Alarcón - Majadahonda - Villanueva de la Cañada |
| Comunità di Madrid       | M-505             | Carretera del Escorial                                                                          | Las Rozas de Madrid - Galapagar - El Escorial |
| Comunità di Madrid       | M-506             | Autovía de Pinto                                                                                | San Martín de la Vega - Pinto - Villaviciosa de Odón |
| Comunità di Madrid       | M-406             | -                                                                                               | Getafe - Leganés - Alcorcón |
| Comunità di Madrid       | M-407             | Autovía de Polvoranca                                                                           | Fuenlabrada - Leganés |
| Comunità di Madrid       | M-409             | -                                                                                               | Leganés - Fuenlabrada |
| Comunità di Madrid       | M-410             | Eje Madrid Sur                                                                                  | Arroyomolinos - Humanes de Madrid - Parla - Valdemoro |
| Murcia                   | C-415             | -                                                                                               | Alcantarilla - Caravaca de la Cruz |
| Murcia                   | C-3211            | -                                                                                               | Lorca - Águilas |
| Murcia                   | C-3319            | -                                                                                               | Baños y Mendigo - San Javier |
| Murcia                   | MU-312            | -                                                                                               | El Algar - La Manga del Mar Menor |
| Navarra                  | -                 | -                                                                                               | - |
| Paesi Baschi             | BI-636            | Autopista del Kadagua                                                                           | Bilbao - Sodupe-Balmaseda |
| Paesi Baschi             | GI-131            | Autovía del Urumea                                                                              | Andoain* - San Sebastián |
| Paesi Baschi             | GI-632            | -                                                                                               | Durango - Bergara - Beasáin |
| La Rioja                 | LR-134            | Autovía Calahorra-Arnedo                                                                        | Calahorra - Arnedo |
| La Rioja                 | LR-111            | Autovía del Oja                                                                                 | Haro* - Santo Domingo*- Ezcaray |

(*in costruzione o in progetto)